# Блуфорд (Іллінойс)
Блуфорд (англ. Bluford) — селище (англ. village) в США, в окрузі Джефферсон штату Іллінойс. Населення — 630 осіб (2020).

## Географія
Блуфорд розташований за координатами 38°19′34″ пн. ш. 88°44′8″ зх. д. / 38.32611° пн. ш. 88.73556° зх. д. (38.326177, -88.735649).  За даними Бюро перепису населення США в 2010 році селище мало площу 3,78 км², з яких 3,76 км² — суходіл та 0,02 км² — водойми.

## Демографія
Згідно з переписом 2010 року, у селищі мешкало 688 осіб у 264 домогосподарствах у складі 187 родин. Густота населення становила 182 особи/км².  Було 283 помешкання (75/км²).
Расовий склад населення:
| - 98,5 % — білих - 0,6 % — корінних американців - 0,3 % — чорних або афроамериканців |

До двох чи більше рас належало 0,6 %. Частка іспаномовних становила 0,7 % від усіх жителів.
За віковим діапазоном населення розподілялося таким чином: 27,5 % — особи молодші 18 років, 58,1 % — особи у віці 18—64 років, 14,4 % — особи у віці 65 років та старші. Медіана віку мешканця становила 37,0 року. На 100 осіб жіночої статі у селищі припадало 100,0 чоловіків;  на 100 жінок у віці від 18 років та старших — 107,9 чоловіків також старших 18 років.
Середній дохід на одне домашнє господарство  становив 49 693 долари США (медіана — 44 583), а середній дохід на одну сім'ю — 52 859 доларів (медіана — 48 542). Медіана доходів становила 40 625 доларів для чоловіків та 24 500 доларів для жінок. За межею бідності перебувало 16,7 % осіб, у тому числі 20,1 % дітей у віці до 18 років та 9,0 % осіб у віці 65 років та старших.
Цивільне працевлаштоване населення становило 256 осіб. Основні галузі зайнятості: освіта, охорона здоров'я та соціальна допомога — 26,6 %, виробництво — 17,2 %, роздрібна торгівля — 15,2 %.